# Крутець (Бабушкінський район)
Круте́ць (рос. Крутец) — присілок у складі Бабушкінського району Вологодської області, Росія. Входить до складу Підболотного сільського поселення.

## Населення
Населення — 27 осіб (2010; 46 у 2002).
Національний склад (станом на 2002 рік):
- росіяни — 100 %